# Ulrich Schütz
Ulrich Schütz (* um 1430; † 1505/1506 in Chemnitz) war ein bedeutender Montanunternehmer und zweimal Chemnitzer Bürgermeister.
Er stammte vermutlich aus einer Nürnberger Kaufmannsfamilie und ist ab 1466 in Chemnitz nachweisbar. Ab 1471 beteiligte er sich mit seinem Schwiegervater Nickel Tyle (Thiele) an der neu errichteten Seigerhütte vor den Toren der Stadt. In dieser wurde silberhaltiges Kupfer (Schwarzkupfer) unter Zuhilfenahme großer Mengen Blei in mehreren Arbeitsschritten in Silber und Kupfer (Garkupfer) getrennt. Diese relativ neue Technologie ermöglichte eine erhebliche Wertsteigerung der Ausgangsrohstoffe, da das Garkupfer besser weiterzuverarbeiten war. Darüber hinaus konnte das gewonnene Silber frei auf dem Markt verkauft werden, während die Ausbeute aus dem eigentlichen Silberbergbau nach dem meißnisch-sächsischen Bergrecht zu festgesetzten Preisen an die landesherrlichen Münzstätten zu verkaufen war. In den folgenden Jahren erwarb Schütz weitere Mühlen an der Chemnitz und aus ihr gespeisten Mühlgräben. 1477 baute Schütz einen Kupferhammer, 1488 eine neue Seigerhütte.
Mit dem Seigergeschäft war ein umfangreicher Metallhandel verbunden. Schwarzkupfer und Blei mussten erworben, Silber und Garkupfer verkauft werden. Die Chemnitzer Seigerhütte verhüttete vor allem Kupfer aus Geyer, wo Schütz auch selbst an Bergwerken beteiligt war, kaufte aber gelegentlich auch Schwarzkupfer aus Banská Bystrica und dem Mansfelder Land. Das Blei kam wohl zu großen Teilen aus Goslar. Außerdem waren Schütz, sein Bruder Hans und später auch ihre Söhne an diversen Bergwerken im Erzgebirge beteiligt.
Ab 1487 beteiligte sich Ulrich Schütz an einer unter Führung des in Krakau ansässigen Montanunternehmers Johann Thurzó gegründeten Gesellschaft, die den Rammelsberg in Goslar unterhalb des Rathstiefsten Stollen entwässern wollte, um dort tieferen Bergbau zu ermöglichen.
Seit 1484 saß Ulrich Schütz im Chemnitzer Rat, 1485 und 1499 war er Bürgermeister. In dieser Zeit galt er als der reichste Chemnitzer Bürger, sein Bruder Hans zählte zu den reichsten Nürnberger Kaufleuten. Ulrich starb 1505 oder 1506, seine Söhne und Neffen führten das Geschäft noch eine Weile fort.
Ob der Komponist Heinrich Schütz zu den Nachfahren Ulrich Schützʼ zählt, ist nicht letztgültig geklärt.